# Schachenwald
Der Schachenwald ist ein Naturschutzgebiet im Landkreis Kaiserslautern in Rheinland-Pfalz. Das etwa 64 ha große Gebiet umfasst Teile der Orte Hütschenhausen, Ramstein und Spesbach.
Durch die Unterschutzstellung sollen die „Sanddünenwälder mit zahlreichen Grenzlinien (Ökotonen) sowie die südlich gelegenen Erlenbruchwälder als Biotoppotential für typische und seltene, wild wachsende Pflanzenarten und als Lebens- und Teillebensräume typischer und seltener Tierarten sowie entsprechender Lebensgemeinschaften“ erhalten werden, außerdem aus naturgeschichtlichen und landeskundlichen Gründen die „durch Sandanwehungen entstandenen Dünen auf dem Buntsandsteinrücken“, die etwa einen Meter über das Moor herausragen.